# Бородулін Святослав Іванович
Святослав Іванович Бородулін (12 липня 1927, Пулини) — український прозаїк.
Навчався в Пулинській середній школі, учасник партизанського руху в Україні. Закінчив Вищу партійну школу при ЦК Компартії України. Автор кількох книг, зокрема:
- Серця повинні палати (1962)
- Гнівний князь Багон (1990)
- Доля полісянки (2007)

Його перу належить близько ста прозових та віршованих гуморесок.